# Паламарев, Анатолий Григорьевич
Анатолий Григорьевич Паламарев (род. 5 октября 1959 года; Донецк, Украинская ССР, СССР) — советский борец вольного стиля, украинский тренер. Чемпион Европы, чемпион и призёр чемпионатов СССР.

## Биография
Мастер спорта СССР международного класса (борьба вольная, до 74 кг). Чемпион Европы (1985). Чемпион СССР (1984). Серебряный призер чемпионата СССР (1983), чемпион VIII летней Спартакиады народов СССР (1983). Выступал за «Динамо» (Днепропетровск).

Выпускник Кафедры борьбы и тяжелой атлетики  Днепропетровского государственного института физической культуры и спорта.

Заслуженный тренер Украины. Тренер-преподаватель по вольной борьбе Запорожской областной школы спортивного мастерства. Старший тренер сборной Запорожской области по вольной борьбе.
 
Известный ученик — Павел Олейник.
Награжден орденом «За заслуги перед Запорожским краем» III степени.

## Спортивные результаты на чемпионатах СССР
- Чемпионат СССР по вольной борьбе 1983 года — ;
- Чемпионат СССР по вольной борьбе 1984 года —